# Juris Rēdlihs
Juris Ernestovich Rēdlihs-Raiskums, o più semplicemente Juris Rēdlihs (Eglienes, 9 marzo 1890 – Riga, 25 maggio 1971), è stato un allenatore di calcio e arbitro di calcio lettone, nonché uno dei principali promotori del calcio in Lettonia.

## Biografia
È entrato a far parte dell'esercito lettone, per cui ha lavorato fino alla pensione, raggiungendo il grado di colonnello, anche se nell'ambiente calcistico era soprannominato "Generale".

## Carriera

### Allenatore
Fu tra i principali promotori del calcio nel suo paese. Allenò prima l'Union Riga, poi fu tra i fondatori dell'RFK.
Allenò questa squadra ininterrottamente fino al 1936, conquistando ben 7 campionati lettoni. In questo periodo fu anche allenatore della nazionale lettone, in due distinti frangenti: nel 1924, per la sola spedizione lettone ai Giochi Olimpici di Parigi 1924, e tra il 1930 e il 1931 in altre quattro occasioni.
Al termine della seconda guerra mondiale allenò prima lo Spartak Riga e poi il RER, che portò alla massima serie e a due terzi posti, prima di essere sostituito da Maksis Levitānuss.

### Arbitro
Fu anche arbitro internazionale nel periodo che va dal 1924 al 1936.
Arbitrò in tutto 9 incontri, tutti amichevoli, esordendo il 24 agosto 1924, quando diresse l'incontro Estonia - Lituania.

## Palmarès

### Club
- Campionato lettone: 7

RFK: 1924, 1925, 1926, 1930, 1931, 1934, 1935